# Кошкорган
Кошкорга́н (каз. Көшқорған) — село у складі Сауранського району Туркестанської області Казахстану. Входить до складу Урангайського сільського округ.
Населення — 1551 особа (2021; 1209 у 2009, 1007 у 1999, 782 у 1989).